# Absolute Hits Of The 50's
Absolute Hits Of The 50s er et dansk opsamlingsalbum udgivet i 1998 af EVA Records i serien af Absolute Hits Of-albums. Albummet er en dobbelt-cd bestående af nogle af de største hits fra 1950'erne.

## Spor

### Cd 1
1. Everly Brothers – Wake Up Little Susie
2. Cliff Richard – Living Doll
3. Connie Francis – Stupid Cupid
4. Laurie London – He's Got The Whole World In His Hand
5. Wilbert Harrison – Kansas City
6. Carl Perkins – Blue Suede Shoes
7. Neil Sedaka – Oh Carol
8. Lloyd Price – Personality
9. Frankie Lymon & The Teenagers – Why Do Fools Fall In Love
10. Bill Haley and His Comets – (We're Gonna) Rock Around The Clock
11. Carl Mann – Mona Lisa
12. Roy Orbison – Ooby Dooby
13. Emile Ford & The Checkmates – What Do You Want To Make Those Eyes At Me For?
14. Jerry Lee Lewis – Great Balls Of Fire
15. Little Anthony & The Imperials – Tears On My Pillow
16. Eddie Cochran – Summertime Blues
17. Gene Vincent – Be-Bop-A-Lula
18. Tommy Steele – Handful Of Songs
19. Danny & The Juniors – At The Hop
20. Big Bopper – Chantilly Lace
21. Fats Domino – Blueberry Hill
22. Jerry Keller – Here Comes Summer
23. Larry Williams – Bony Moronie
24. Richie Valens – Donna
25. Chris Barber's Jazz Band – Petite Fleur

### Cd 2
1. Marty Wilde – A Teenager In Love
2. Chordettes – Lollipop
3. Johnny And The Hurricanes – Red River Rock
4. Buddy Holly – Peggy Sue
5. Phil Phillips And The Twilights – Sea Of Love
6. Coasters – Charlie Brown
7. Little Richard – Tutti Frutti
8. The Kingston Trio – Tom Dooley
9. Johnny Otis Show – Ma He's Making Eyes At Me
10. Ray Charles – I Got A Woman
11. The Platters – Only You
12. Tennessee Ernie Ford – Sixteen Tons
13. Bobby Darin – Splish Splash
14. Rick Nelson – Poor Little Fool
15. Diamonds – Little Darlin'
16. Bo Diddley – Bo Diddley
17. Fabian – Tiger
18. Jackie Wilson – Reet Petite
19. Pat Boone – I'll Be Home
20. Conway Twitty – It's Only Make Believe
21. Bobby Helms – My Special Angel
22. Kalin Twins – When
23. Freddie Bell & The Bellboys – Giddy-Up-A-Ding-Dong
24. The Champs – Tequila
25. Harry Belafonte – Banana Boat (Day-O)